# Cornelia Weigand

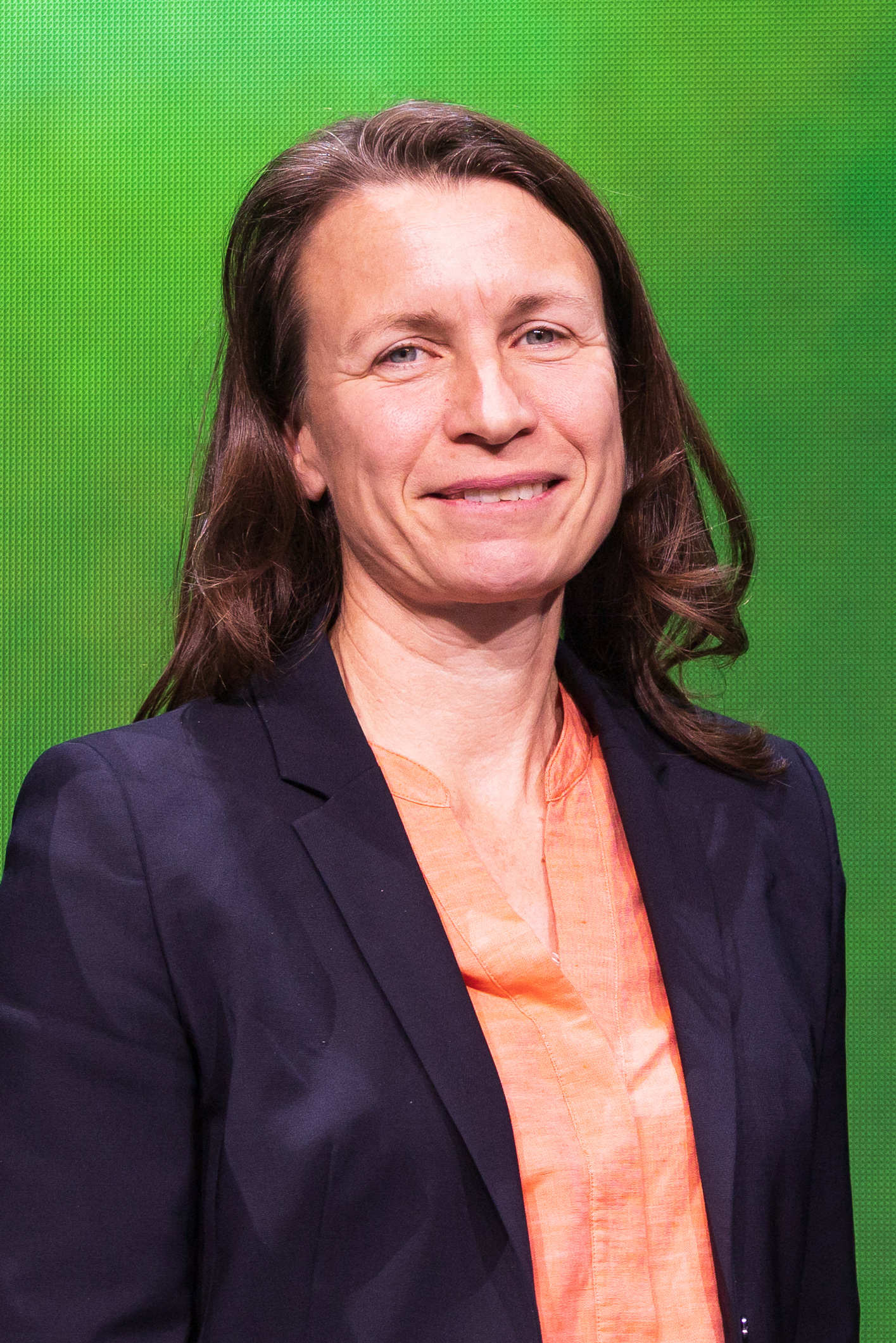
Cornelia Weigand (2022)

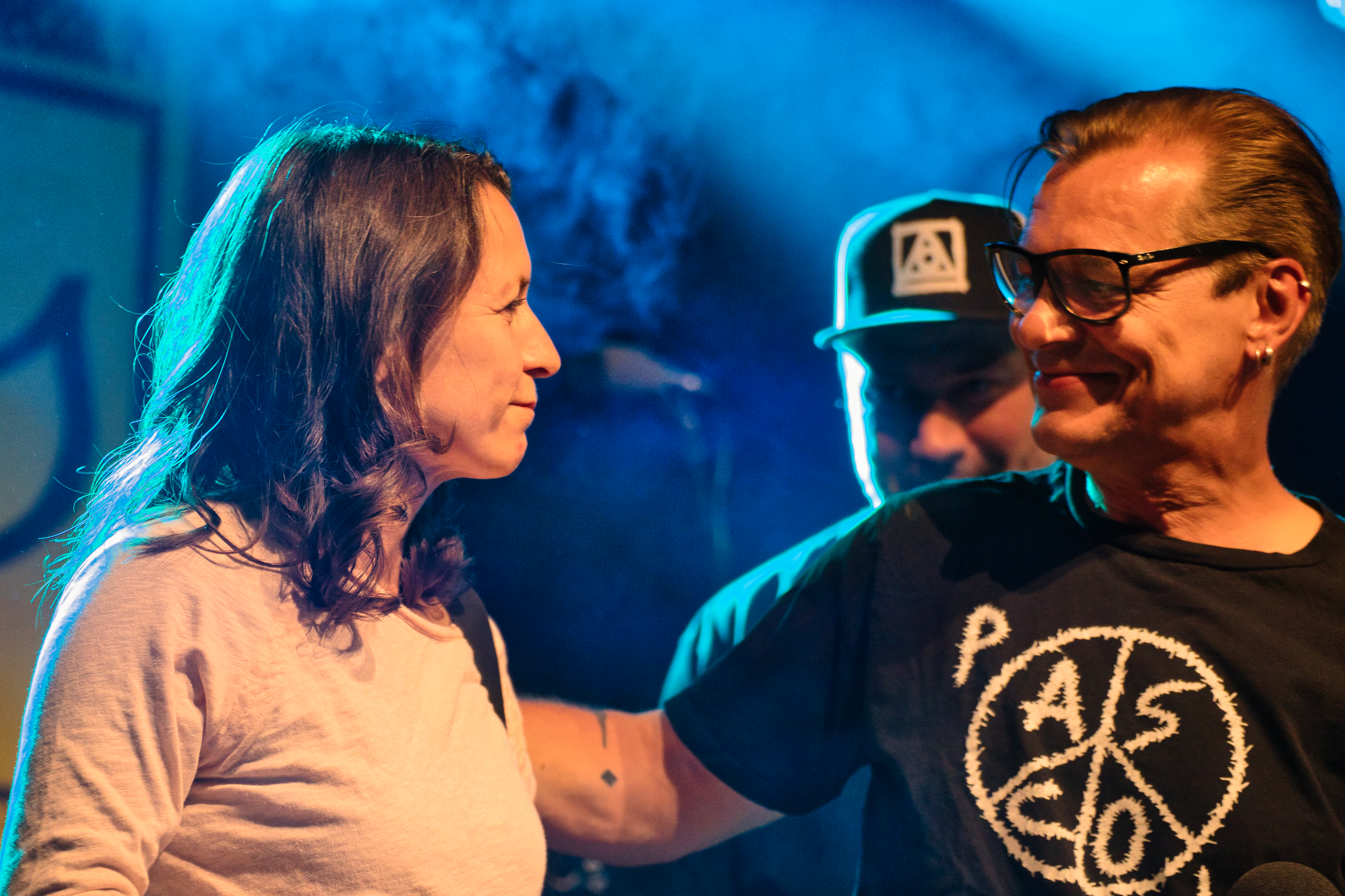
Cornelia Weigand wird auf der Bühne des Orange Blossom Special Festival 2022 gewürdigt

Cornelia Babetta Weigand (* 1971 auf Sylt) ist eine deutsche, parteilose Politikerin und Biologin. Von Juli 2019 bis Februar 2022 war sie Bürgermeisterin der Verbandsgemeinde Altenahr. Seit dem 18. Februar 2022 ist sie Landrätin des Landkreises Ahrweiler.

## Leben und Wirken

### Ausbildung, Arbeit und Privates
Cornelia Weigand wuchs teils auf Sylt, teils in Bonn auf. Schule und Studium absolvierte sie in Bonn. Anschließend war sie in der freien Wirtschaft, unter anderem bei einem Unternehmen für Medizintechnik, tätig, bevor sie in den öffentlichen Dienst wechselte und beim Bundesinstitut für Arzneimittel und Medizinprodukte für die Benennung und Zertifizierung von Medizinprodukten zuständig war.
Weigand hat seit 2013 ihren Wohnsitz im Ahrtal und wohnt in Altenahr. Sie ist mit dem Mediziner Reinhard Näkel verheiratet. Weigand ist Marathonläuferin und Radrennfahrerin.

### Politisches Engagement
Weigand wurde im März 2019 mit einem Stimmenanteil von 60,9 % zur Bürgermeisterin der Verbandsgemeinde Altenahr gewählt und trat ihr Amt im Juli 2019 als Nachfolgerin von Achim Haag an, der nach 24 Jahren im Amt nicht mehr erneut kandidierte.
Im Januar 2022, bei der ersten Landratswahl in Ahrweiler nach der Hochwasserkatastrophe im Sommer 2021, erhielt die parteilose Weigand 50,2 Prozent der Stimmen und setzte sich so deutlich gegen den CDU-Kandidaten Horst Gies (28,2 %) durch. Weitere Kandidaten waren Christoph Schmitt (SPD) (19,3 %), der als überparteilicher Kandidat angetreten war, sowie der parteilose Kandidat Axel Ritter (2,3 %). Weigand ist damit Amtsnachfolgerin von Jürgen Pföhler (CDU). Die Staatsanwaltschaft Koblenz ermittelt gegen Pföhler im Zusammenhang mit der Hochwasserkatastrophe. Er war auf eigenen Antrag wegen Dienstunfähigkeit im Herbst 2021 in den Ruhestand versetzt worden, weshalb vor Ablauf seiner Amtszeit Landratswahlen notwendig geworden waren. Weigand ist die erste Landrätin des Landkreises Ahrweiler.
In ihrer Antrittsrede zur Amtseinführung setzte Weigand folgende Schwerpunkte als Rahmen beim Wiederaufbau der Ahr-Region und der Weiterentwicklung des Kreises: „schrittweise Wiederherstellung normaler Lebensverhältnisse, Sicherung des Standorts, besonders des Tourismus, Verbesserung des Katastrophenschutzes und ein übergreifendes Hochwasservorsorgekonzept, CO2-neutrale Mobilität, ein ganzheitliches Konzept für den ÖPNV, weitestgehenden Einsatz erneuerbarer Energien zur Deckung von Strombedarf und Wärmeversorgung sowie flächendeckende Digitalisierung.“ Laut Weigand sei eine wissenschaftliche Begleitung des Wiederaufbaus durch den Bund und den Bonner UNO-Standort wünschenswert. Weigand betonte: „Wenn wir beim Aufbau zusammenarbeiten, können wir als gesamter Kreis gestärkt daraus hervorgehen.“
Nach dem Hochwasser, das das Ahrtal besonders traf, hatte Weigand in einem offenen Brief an Bundeskanzlerin Angela Merkel und die rheinland-pfälzische Ministerpräsidentin Malu Dreyer einen Sonderbeauftragten auf Bundesebene für den Wiederaufbau des Ahrtals gefordert. Mitzeichner des Briefes waren Albrecht Freiherr von Boeselager und Ortsbürgermeister aus der Verbandsgemeinde Altenahr.